# Verrucosa tuberculata
Verrucosa tuberculata Lise, Kesster & Silva, 2015 è un ragno appartenente alla famiglia Araneidae.

## Etimologia
Il nome della specie deriva dall'aggettivo latino tuberculatus, -a, -um, che significa bitorzoluto, tubercolato, ad indicare che l'addome di questi esemplari è pieno di tubercoli e bozzi.

## Caratteristiche
L'olotipo femminile rinvenuto ha lunghezza totale è di 8,50mm; la lunghezza del cefalotorace è di 3,25mm; e la larghezza è di 3,15mm.

## Distribuzione
La specie è stata reperita nella Colombia occidentale: l'olotipo femminile è stato rinvenuto lungo il corso del Rio Calima, nei pressi di Puerto Patinho, nel dipartimento di Valle del Cauca.

## Tassonomia
Al 2015 non sono note sottospecie e non sono stati esaminati nuovi esemplari.